# Concerto para piano n.º 1 (Beethoven)
O Concerto para piano n.º 1, Em Dó Maiorop. 15 de Ludwig van Beethoven, foi escrito durante 1796 e 1797. A primeira execução foi feita em Viena em 1798, com o próprio Beethoven ao piano, dedicada à sua aluna Princesa Anna Louise Barbara Odescalchi (também conhecida como a  Condessa de von Keglević) ou Babette de Keglevics. 
É, na realidade, o terceiro concerto para piano do compositor, sendo que Beethoven havia feito uma primeira tentativa no gênero com um concerto em mi bemol maior, que nunca foi publicado, e composto seu segundo concerto, em si bemol maior, dez anos antes, porém, este último só foi estreado depois.
Neste concerto pode-se perceber a familiarização de Beethoven com os estilos de Haydn e Mozart, ainda que insira traços próprios.

## Instrumentação
A orquestra para o concerto compõe-se de uma flauta, dois oboés, dois clarinetes em dó, dois fagotes, duas trompas em dó e mi bemol, dois trompetes em dó, tímpanos em dó e sol, cordas (violinos I e II, violas, violoncelos e contrabaixos) e piano solista.

## Movimentos
Os movimentos são três:
1. Allegro con brio
2. Largo
3. Rondó: Allegro scherzando